# Cirillo Bertazzoli

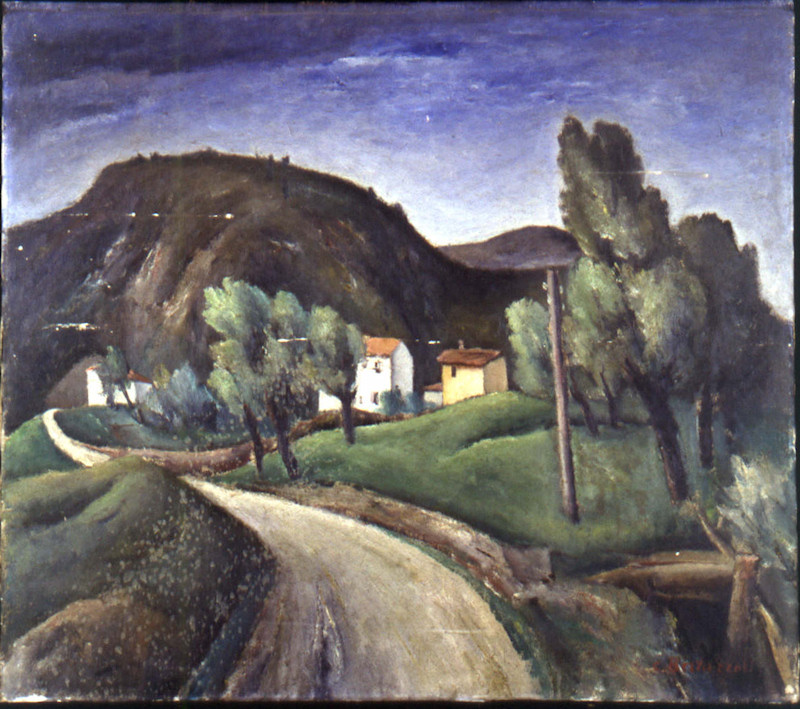
Paesaggio della Val d'Aosta, 1937 (Collezioni d'arte della Fondazione Cariplo)

Cirillo Bertazzoli (Pontevico, 1902 – Cremona, 1979) è stato un pittore italiano.

## Biografia
Formatosi all'Accademia di belle arti di Venezia, dove fu allievo di Ettore Tito, fu attivo soprattutto in ambito cremonese, dove si dedicò con assiduità al paesaggio rurale. Partecipò alla Biennale di Venezia. A partire dagli anni quaranta, abbandonò la pittura per dedicarsi alla fotografia. Una sua opera, Paesaggio della Val d'Aosta (1937), appartiene alle collezioni d'arte della Fondazione Cariplo.